# Конференція мерів США
Конференція мерів США (англ. United States Conference of Mayors) — офіційна безпартійна організація міст з населенням 30 000 людей і більше. Кожне місто представлене своїми мерами або іншими головними виборними посадовими особами. Організація заснована на фоні Великої депресії та формувалася за часів президентства Герберта Гувера, поки її оригінальний статут не підписали в готелі Mayflower у Вашингтоні, округ Колумбія, напередодні інавгурації Франкліна Д. Рузвельта.
Організація є частиною «Великої сімки» — групи організацій, які представляють органи місцевого самоврядування та уряди штатів у США.

## Місія
Організація виконує такі функції:

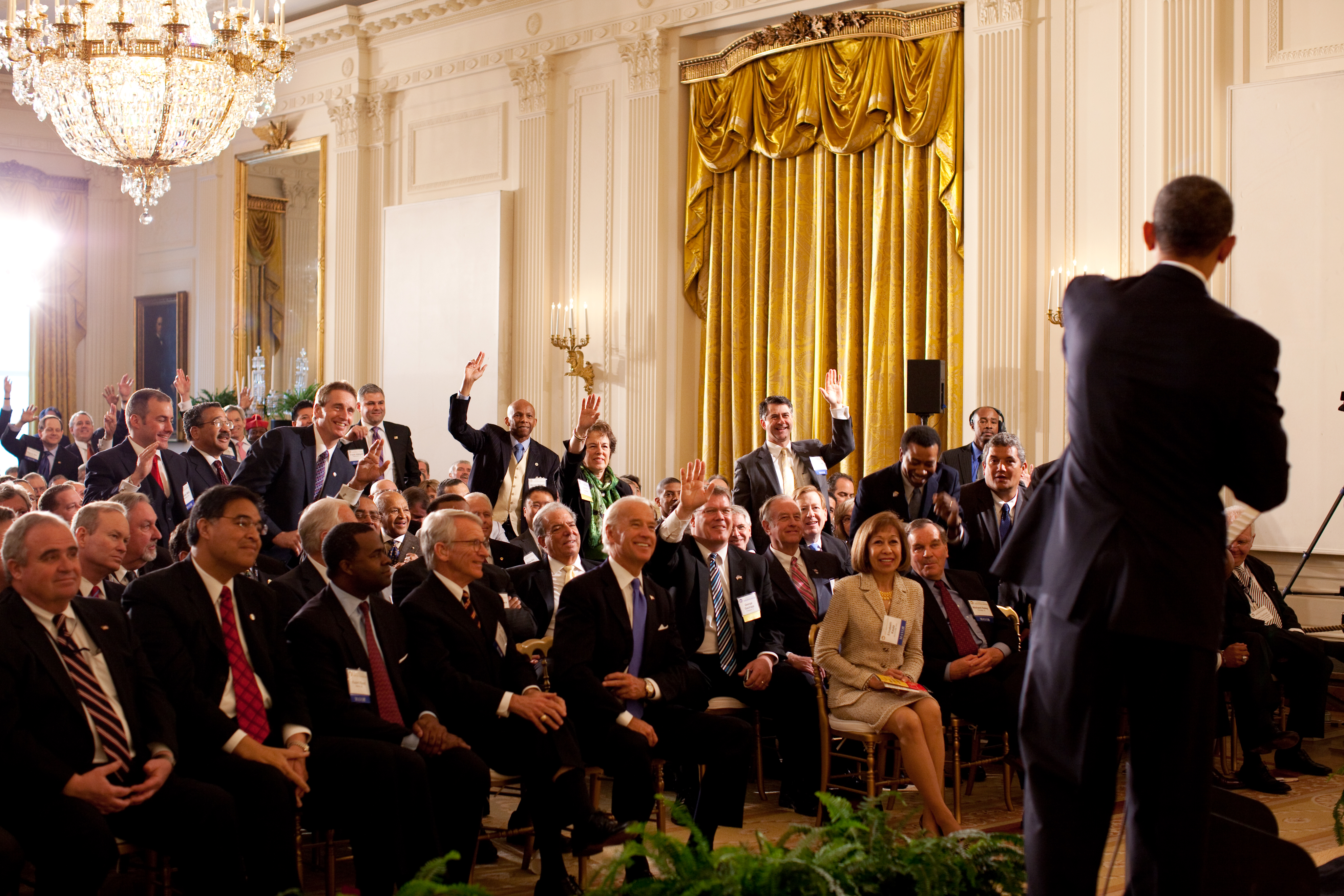
Барак Обама на зустрічі Конференції мерів США у східній кімнаті Білого дому, 21 січня 2010 р.

- допомога в розробці та просуванні ефективної державної міської/приміської політики;
- побудова міцніших та ефективніших відносин між федеральним урядом і містами;
- контроль ефективності федеральної політики в частині обслуговування міських потреб;
- допомога мерам у розвитку інструментів лідерства та управління;
- створення платформи, за допомогою якою мери зможуть обмінюватися ідеями та інформацією.[1]

Відповідно до однієї з власних доповідей Конференції, на мегаполіси припадає 84 відсотки валового внутрішнього продукту США і водночас у них створюються 84 відсотки робочих місць у США.

## Історія

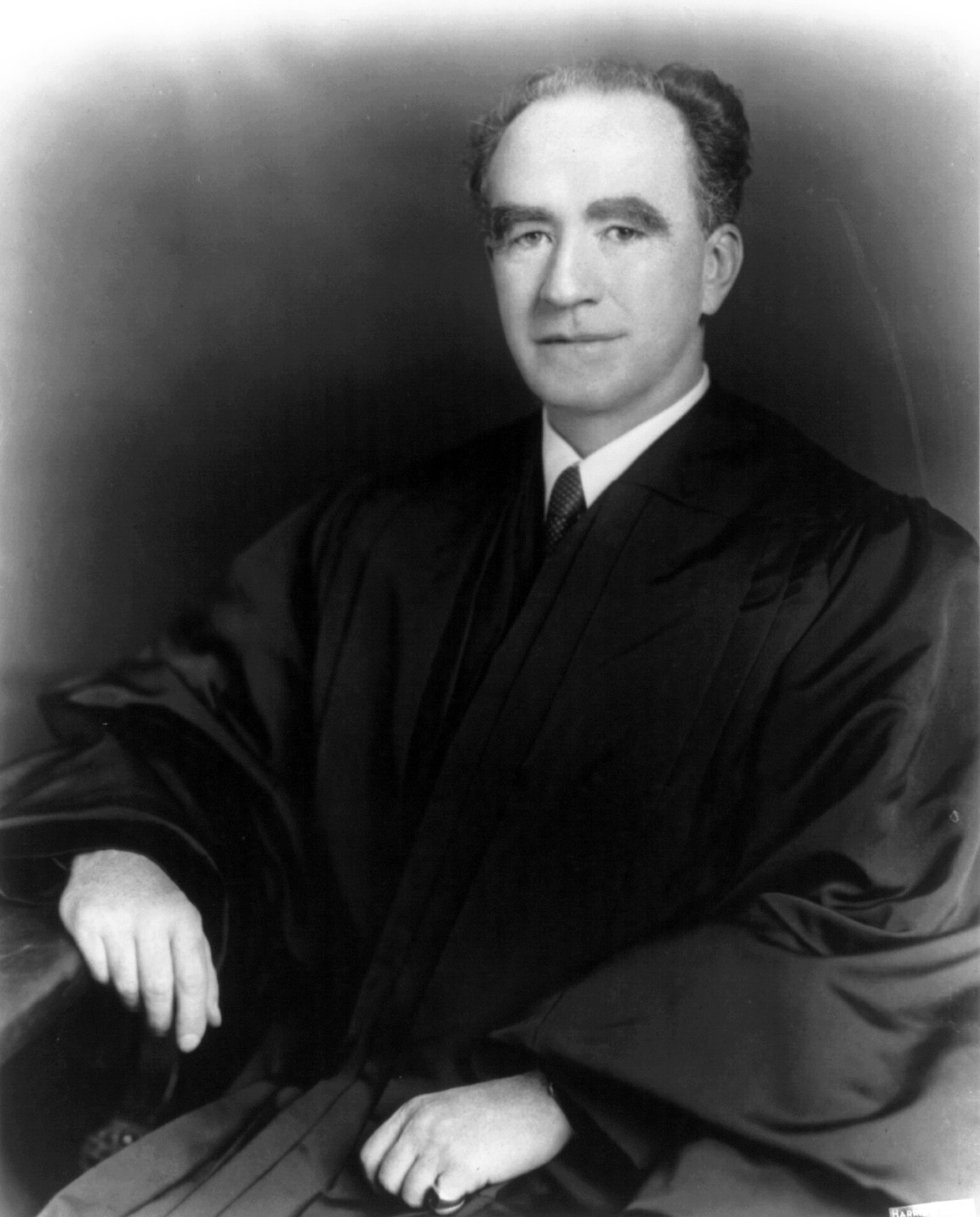
Френк Мерфі, засновник і перший президент Конференції мерів США

У червні 1932 року мер Детройта Френк Мерфі скликав конференцію мерів у Детройті, штат Мічиган. На фоні Великої депресії він відчув, що варто добиватись федеральної допомоги для міст. У заході взяли участь 48 мерів міст із понад 100 000 жителів. 3 червня, через два дні після першого з'їзду мерів, Мерфі призначив комісію з семи осіб (включно з ним самим) для того, щоб лобіювати інтереси міст у Вашингтоні, використовуючи повноваження, надані йому конференцією. 

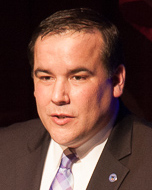
Нинішній президент Конференції мерів США Ендрю Ґінтер

Мерфі разом з мером Бостона Джеймсом Майклом Керлі, мером Клівленда Реєм Т. Міллером, мером Мілвокі Деніелом Гоаном, мером Нового Орлеана Т. Семмесом Волмслі, мером Міннеаполіса Вільямом А. Андерсоном і мером Гранд-Рапідса Джорджем В. Велшем поїхав до Вашингтона, округ Колумбія, щоб добитись виділення допомоги федеральним урядом. Мери, які їхали з ним, благали про негайну допомогу. 6 червня вони зустрілися зі спікером Палати представників Сполучених Штатів Джоном Ненсом Гарнером, лідером більшості Палати представників США Генрі Т. Рейні і лідером меншості Палати представників США Бертрандом Г. Снеллом. Вони сподівалися отримати позику в розмірі 5 мільярдів доларів США, але чітко дали зрозуміти, що їм справді потрібна будь-яка допомога, зважаючи на відчай їхніх виборців. Вони також зустрілися з віцепрезидентом/головою США Чарльзом Кертісом та іншими лідерами Сенату.
Присутність мерів була безпрецедентною, і, попри відсутність деяких демократів, група з 12 республіканців на чолі з нью-йоркським політиком-республіканцем Фіорелло Ла Ґуардія організувала прийняття законопроєкту про допомогу з перевагою у 205 голосів проти 189 голосів. Однак президент Герберт Гувер не сприйняв ідею виділення федеральних коштів на реалізацію масштабного плану громадських робіт вартістю 1,9 мільярда доларів. Проте мери змогли переконати президента, що федеральна підтримка місцевих заходів з надання допомоги є розумною, і це вважається переломною подією. 42 з 48 штатів отримали вигоду від нещодавно наділеної повноваженнями Корпорації з фінансування відбудови. Після того, як Гувер підписав Закон про надзвичайну допомогу та будівництво 1932 року, Конференція склала свій статут у готелі Mayflower напередодні інавгурації Франкліна Д. Рузвельта. Вона провела своє друге засідання в 1933 році і сформувала постійну Конференцію мерів США, президентом якої став тодішній мер Детройта Френк Мерфі.
У 1972 році президент Конференції, мер Мілвокі Генрі Майєр очолив рух за муніципальні ресурси в той час, коли федеральні гранти державним і місцевим органам влади стрімко зростали. Річард Ніксон почав дозволяти містам брати участь у федеральному розподілі доходів. Це джерело муніципального фінансування допомагало містам до середини 1980-х років. Президент США Джиммі Картер обмежив виплати доходів, а Рональд Рейган припинив усі виплати муніципалітетам, окрім одноразових субсидій на розвиток громади (англ. Community Development Block Grant; CDBG). За програмою одноразових субсидій на розвиток громади постійно виділяється понад 4 мільярди доларів на рік місцевим адміністраціям, а також урядам штатів. Зараз програмою користуються 1180 органів місцевого самоврядування та урядів штатів.

## Актуальні питання
Конференція активно бореться з примусовим відчуженням майна та грабіжницьким кредитуванням.
Також у 2008 році учасники конференції одностайно підтримали державне медичне страхування і скоординовані зусилля із запобігання передозуванню наркотиками. Після заклику до дослідження фасованої води в 2007 році у 2008 році конференція виступила проти бутильованої води через те, що, як заявляється, для виробництва такої води необхідно 1,5 мільйона барелів нафти на рік (для виробництва пластикових пляшок).
У 2009 році Конференція прийняла широку пропозицію про рівність лесбійок і геїв, що зробило її першою національною організацією американських виборних посадових осіб, яка закликала до рівності у праві на шлюб. Крім того, Конференція підтримала законопроєкт, що забороняє дискримінацію на робочому місті з підстави сексуальної орієнтації, а також скасування закону «Не питай, не кажи», який забороняв служити у Збройних силах США геям, лесбійкам та бісексуалам, які не приховували своєї орієнтації.
У 2013 році Конференція прийняла резолюцію, яка закликає федеральний уряд надати штатам свободу дій у веденні політики щодо марихуани. «Виборці в штатах і містах, які бажають розірвати хватку організованої злочинності над розповсюдженням і продажем марихуани в їхніх громадах шляхом легалізації, регулювання та оподаткування марихуани, повинні мати можливість це зробити», — заявив мер Сан-Леандро Стівен Х. Кессіді, Каліфорнія.
У 2020 році, у рамках відповіді на пандемію COVID-19, Конференція запросила 250 мільярдів доларів федеральної допомоги безпосередньо на міста, щоб упоратися з 88%-м дефіцитом доходів міст по всій країні.

## Діяльність
Організація збирається на свій зимовий з'їзд кожного січня у Вашингтоні, округ Колумбія, і щорічні збори кожного червня в іншому місті США на додаток до спеціальних зустрічей. На щорічних зборах члени голосують за політичні резолюції. Результати розсилаються Президенту США і Конгресу США.

### Міста щорічних з'їздів
| Рік  | Місто          | Штат              | Номер з'їзду |
| ---- | -------------- | ----------------- | ------------ |
| 1963 | Гонолулу       | Гаваї             |              |
| 1967 | Гонолулу       | Гаваї             |              |
| 1972 | Новий Орлеан   | Луїзіана          | 40           |
| 1980 | Сіетл          | Вашингтон         | 48           |
| 1981 | Луїсвілл       | Кентуккі          | 49           |
| 1982 | Міннеаполіс    | Міннесота         | 50           |
| 1983 | Денвер         | Колорадо          | 51           |
| 1984 | Філадельфія    | Пенсільванія      | 52           |
| 1985 | Анкорідж       | Аляска            | 53           |
| 1986 | Сан-Хуан       | Пуерто-Ріко       | 54           |
| 1987 | Нашвілл        | Теннессі          | 55           |
| 1988 | Солт-Лейк-Сіті | Юта               | 56           |
| 1989 | Чарлстон       | Південна Кароліна | 57           |
| 1990 | Чикаго         | Іллінойс          | 58           |
| 1991 | Сан-Дієго      | Каліфорнія        | 59           |
| 1992 | Г'юстон        | Техас             | 60           |
| 1993 | Нью-Йорк       | Нью-Йорк          | 61           |
| 1994 | Портленд       | Орегон            | 62           |
| 1995 | Маямі          | Флорида           | 63           |
| 1996 | Клівленд       | Огайо             | 64           |
| 1997 | Сан-Франциско  | Каліфорнія        | 65           |
| 1998 | Ріно           | Невада            | 66           |
| 1999 | Новий Орлеан   | Луїзіана          | 67           |
| 2000 | Сіетл          | Вашингтон         | 68           |
| 2001 | Детройт        | Мічіган           | 69           |
| 2002 | Медісон        | Вісконсин         | 70           |
| 2003 | Денвер         | Колорадо          | 71           |
| 2004 | Бостон         | Массачусетс       | 72           |
| 2005 | Чикаго         | Іллінойс          | 73           |
| 2006 | Лас-Вегас      | Невада            | 74           |
| 2007 | Лос-Анджелес   | Каліфорнія        | 75           |
| 2008 | Маямі          | Флорида           | 76           |
| 2009 | Провіденс      | Род-Айленд        | 77           |
| 2010 | Оклахома-Сіті  | Оклахома          | 78           |
| 2011 | Балтимор       | Меріленд          | 79           |
| 2012 | Орландо        | Флорида           | 80           |
| 2013 | Лас-Вегас      | Невада            | 81           |
| 2014 | Даллас         | Техас             | 82           |
| 2015 | Сан-Франциско  | Каліфорнія        | 83           |
| 2016 | Індіанаполіс   | Індіана           | 84           |
| 2017 | Маямі-Біч      | Флорида           | 85           |
| 2018 | Бостон         | Массачусетс       | 86           |
| 2019 | Гонолулу       | Гаваї             | 87           |
| 2020 | Віртуальна     |                   | 88           |
| 2021 | Віртуальна     |                   | 89           |
| 2022 | Ріно           | Невада            | 90           |
| 2023 | Колумбус       | Огайо             | 91           |
| 2024 | Канзас-Сіті    | Міссурі           | 92           |

## Щорічні премії та гранти
До складу Конференції мерів США входить Мерський центр захисту клімату, створений у 2007 році для підтримки мерів у їхніх зусиллях зменшити вплив зміни клімату на американські міста. У червні 2007 року Центр присудив свої перші щорічні «Нагороди мерів за захист клімату» провідним мерам. «Угода мерів США про захист клімату», ініційована мером Сіетла Грегом Нікелсом у 2005 році, мала на меті добитись від мерів усіх 50 штатів зобов'язання вжити заходів щодо скорочення викидів парникових газів на 7 % від рівня 1990 року до 2012 року відповідно до Кіотського протоколу. Станом на лютий 2010 року Угоду підписали 1017 міських голів. У 2007 році мери закликали надати багатомільярдний грант, щоб допомогти містам боротися з глобальним потеплінням, і оголосили глобальне потепління першим у своєму списку десяти пріоритетів. Того року конференція та місто Сіетл провели «Саміт мерів із захисту клімату 2007 у Сіетлі», на якому були присутні Білл Клінтон та Ел Гор. Компанія Wal-Mart була корпоративним партнером у врученні цих нагород протягом перших двох років.
З 1979 року Конференція присуджує мерам та адміністраціям нагороди «Придатність міста для життя» (англ. City Livability Awards) у визнання розробки програм, які покращують якість життя в містах. Нагороди вручались за такі програми, як програми поінформованості про утоплення та запобіжні програми.
Починаючи з 1997 року, Конференція мерів спільно з неприбутковою організацією «Американці за мистецтво» щорічно вручає нагороди за громадське лідерство в мистецтві. Нагороди присуджують «обраним посадовцям і митцям або мистецьким організаціям, які продемонстрували видатне лідерство в розвитку мистецтва».
Конференція виступала за програму грантів для профілактики ВІЛ/СНІДу. Щорічно у співпраці з Центрами контролю та профілактики захворювань США Конференція виділяє гранти на близько сотні тисяч доларів на послуги з профілактики ВІЛ/СНІДу для корінних американців, а також для афроамериканок або іспаномовних жінок із високим ризиком інфікування ВІЛ.

## Організація

### Оперативні групи
Для вивчення актуальних питань та надання рекомендацій органам Конференції створюються тимчасові оперативні групи. Попередні оперативні групи займалися проблемами СНІДу, голоду та бездомності, недофінансованих федеральних мандатів, злочинності та насильства серед молоді, високої вартості палива та переплануванням промислових територій.

### Постійні комісії
Члени конференції працюють у постійному комітеті Конференції, який рекомендує загальному органу, яку політику потрібно оцінити для схвалення на літніх зборах. Інформація про схвалену політику передається Президенту США і Конгресу США. Конференція підтримує такі ініціативи, як регулювання використання пістолетної зброї, переробка відходів, фінансування оборони та глобальне потепління. Мери також можуть входити до складу однієї чи кількох постійних комісій Конференції: комісії у справах дітей, охорони здоров'я та соціальних служб; комісії розвитку громади та житла; комісії кримінального та соціального правосуддя; комісія з енергетики; комісії з навколишнього середовища; комісії з працевлаштування, освіти та робочої сили; комісії з членства; комісії з туризму, мистецтва, парків, розваг та спорту; комісії з транспорту і зв'язку; та комісії з міської економічної політики.